# Cyclospora
Cyclospora – rodzaj pasożytniczych pierwotniaków powodujących zachorowania zwierząt należący do protista. Występuje u kręgowców, głównie u ssaków. Powoduje chorobę pasożytniczą zwierząt i człowieka zwaną cyklosporozą (Cyclosporosis). Rodzaj ten cechuje się tym iż każda oocysta zawiera 2 sporocysty. Z kolei każda sporocysta zawiera 2 sporozoity.
Należą tutaj następujące gatunki:
- Cyclospora angimurinensis Duszynski i McAllister, 1990
- Cyclospora ashtabulensis Ford i Duszynski 1989
- Cyclospora babaulti Phisalix 1924
- Cyclospora caryolytica Schaudinn, 1902
- Cyclospora cayetanensis Ortega, Gilman i Sterling 1994
- Cyclospora cercopitheci Eberhard, da Silva, Lilley i Pieniazek, 1999
- Cyclospora colobi Eberhard, da Silva, Lilley i Pieniazek, 1999[1]
- Cyclospora glomericola Schneider, 1881
- Cyclospora megacephali Ford i Duszynski 1988
- Cyclospora niniae Lainson 1965
- Cyclospora papionis Eberhard, da Silva, Lilley i Pieniazek, 1999[1]
- Cyclospora parascalopi Ford & Duszynski 1989
- Cyclospora scinci Phisalix 1924
- Cyclospora talpae Pellérdy & Tanyi 1968
- Cyclospora tropidonoti Phisalix 1928
- Cyclospora viperae Phisalix 1923
- Cyclospora zamenis Phisalix 1924